# 마샤 미츠먼 게븐
마샤 미츠먼 게븐(Marcia Mitzman Gaven, 1959년 2월 28일 ~ )는 미국의 텔레비전 배우, 영화배우, 연극 배우, 성우이다.
뉴욕에서 태어났다.

## 영화
- 문라이트 마일 (2002년)
- 스몰 솔저 (1998년)
- 허영의 불꽃 (1990년)
- 심슨 가족 (1989년)
- 비앤비 (1987년)